# Billy Idol
Pour les articles homonymes, voir William Broad et Broad.
William Broad, dit Billy Idol, né le 30 novembre 1955 à Stanmore (Middlesex), est un chanteur et musicien de rock britannique.
Il rejoint brièvement le groupe Siouxsie and the Banshees en 1976 avant d’intégrer comme guitariste en 1977 le groupe punk Chelsea, qui deviendra Generation X après le départ de son leader Gene October (en) dont il récupère la place de chanteur-leader. Dans les années 1980, après la séparation du groupe, il entame avec succès une carrière solo internationale dans un style plus new wave.

## Biographie

### Enfance et débuts
William Broad est âgé de deux ans lorsque, avec ses parents et sa sœur Jane, il arrive aux États-Unis pour y vivre le rêve américain ; la famille emménage à Long Island (New York). Mais ils repartent au Royaume-Uni au bout de quatre ans. Billy gardera néanmoins un bon souvenir des voitures et des musiques américaines.[réf. souhaitée]
Encore lycéen, il émerge sur la scène musicale avec son premier groupe, The Rockettes. Son surnom de « Idol », qui fera son succès, lui vient de l'un de ses enseignants qui le traitait de fainéant (« Idle » en anglais, qui se prononce comme « idol ») ; il rajoute un « o » pour que cela se prononce mieux.

### Carrière artistique

#### Années 1970-80: succès mondial
En 1976, le jeune Billy quitte l'Université du Sussex pour intégrer le mouvement punk et plus particulièrement le Bromley Contingent, groupe de fans et suiveurs des Sex Pistols, proches de la boutique SEX de Vivienne Westwood, qui inspire et diffuse l'esthétique punk, et de Malcolm McLaren, le manager des Sex Pistols.
La plupart des membres du Bromley Contingent finissent par monter leur propre groupe et Billy Idol, après avoir rejoint Chelsea, fonde avec son bassiste Tony James Generation X, en référence à la génération sociologique des occidentaux nés entre 1960 et 1981, intercalée entre celle des baby boomers et la génération Y. Generation X sera l'un des tout premiers groupes punk à apparaître sur la BBC Television dans le programme musical Top of the Pops.
Après l'échec commercial du 3e album de Generation X en 1981, et alors que la vague punk est en train de s'essouffler, le groupe se sépare et le chanteur décide de partir aux États-Unis pour tenter l'aventure solo. Il s'installe à New York et travaille avec Bill Aucoin (en), le producteur du groupe glam-hard Kiss qui rencontre alors un énorme succès aux États-Unis. Sa rencontre avec le guitariste Steve Stevens et l'explosion de la télévision musicale avec les clips de MTV qui tournent en boucle lui amènent rapidement un énorme succès.
Son premier album sort en 1982 et reste deux années dans les charts, grâce entre autres au titre White Wedding. Cependant, c'est son deuxième album new wave Rebel Yell avec une utilisation intensive de synthétiseurs alliées à des guitares rapides et agressives, qui lui ouvre les portes de la notoriété, avec plus de deux millions d'exemplaires vendus. Suivent les deux albums à succès, Whiplash Smile en 1986 et Charmed Life en 1990.

#### Années 1990: les années difficiles

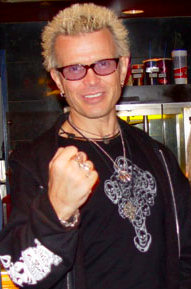
Billy Idol en 2003.

En 1990, un grave accident de moto oblige Billy Idol à rester alité pendant près de six mois, réduisant à néant ses chances de tenir le rôle du méchant Terminator T-1000 que James Cameron avait spécialement écrit pour lui pour le film Terminator 2. On le voit d'ailleurs boiter dans le film The Doors d'Oliver Stone.
En 1993, il connaît son premier échec commercial avec Cyberpunk, album techno-rock réalisé après avoir participé à une partie de jeu de rôle du même nom. L'album recevra néanmoins de très bonnes critiques de la part d'une nouvelle clientèle, les « rôlistes », qui l'apprécient pour son ambiance très proche du jeu, permettant ainsi de le faire tourner durant les parties.[réf. souhaitée] En 1994, il frôle la mort à la suite d'une surdose et, de cures de désintoxication en rechutes, reste discret jusqu'en 1998 où il fait une apparition dans le film Wedding Singer : Demain, on se marie ! de Frank Coraci. En 1999, il sort une compilation pour marquer son retour et alterne scène et doublages de films.

#### Années 2000-2010: tentatives de retour

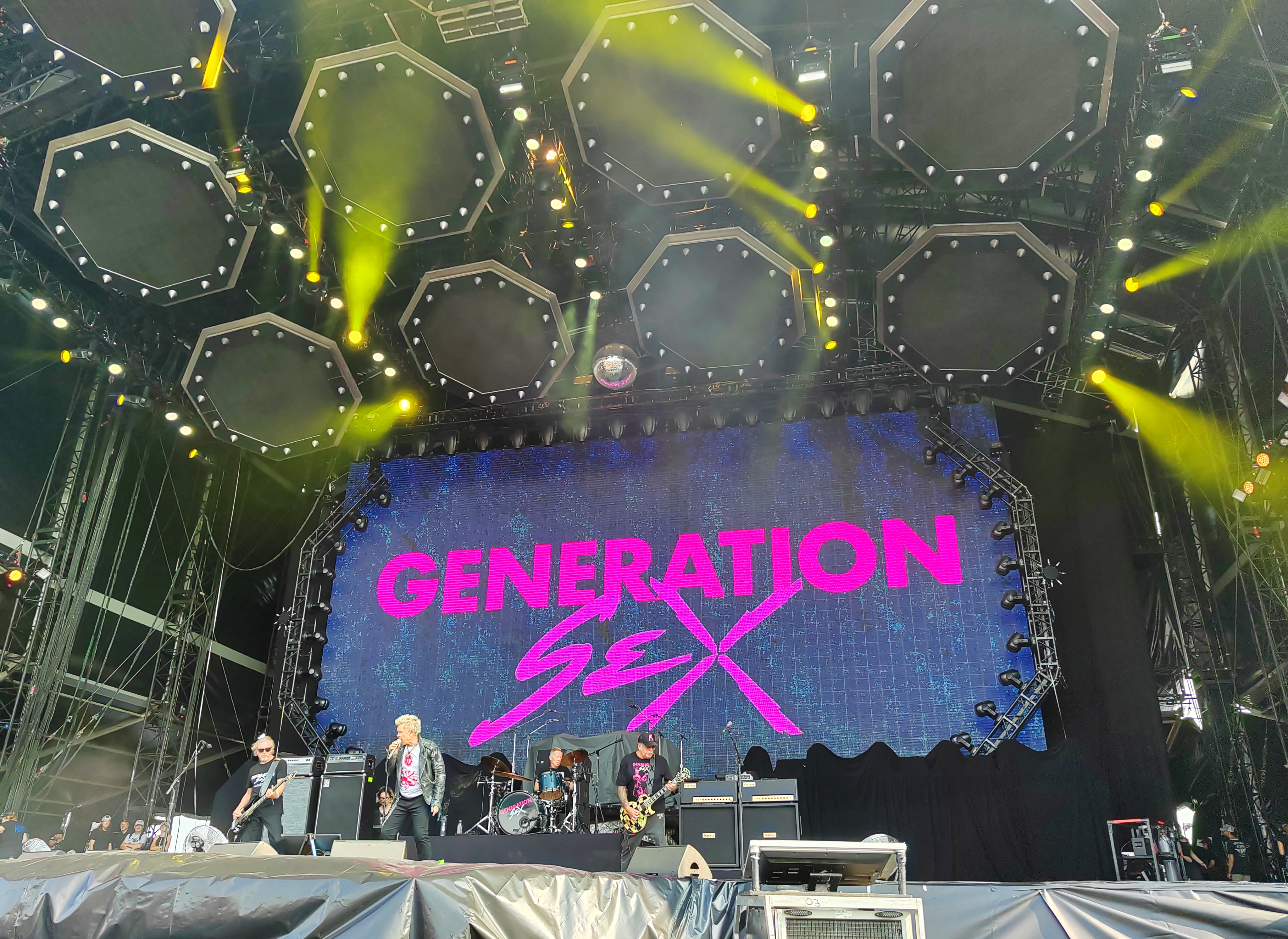
Billy Idol avec Generation Sex au Hellfest 2023.

En 2005, Billy Idol fait son retour avec la sortie de l'album Devil's Playground, qui est un retour aux sources musicales.
En 2014, il sort un autre album studio, Kings & Queens of the Underground, porté par le single Can't Break Me Down qui sera suivi par Save Me.
En 2015, il est présent au Hellfest pour la première fois et au Zénith de Paris. Son dernier concert en France datait de 1993 en première partie de Bon Jovi.

## Discographie
Le catalogue de Billy Idol contient trois albums d'or, trois de platine et un double album de platine.

### Albums studio
- 1981 : Don't Stop
- 1982 : Billy Idol
- 1983 : Rebel Yell
- 1986 : Whiplash Smile
- 1990 : Charmed Life
- 1993 : Cyberpunk
- 2005 : Devil's Playground
- 2006 : Happy Holidays
- 2014 : Kings & Queens of the Underground
- 2021 : The Roadside Ep
- 2022 : The Cage Ep
- 2025 : Dream Into It

### Compilations / Rééditions / Live
- 1985 : Vital Idol
- 1988 : Idol Songs: 11 of the Best
- 1999 : Rebel Yell : Expanded
- 2001 : Greatest Hits
- 2002 : VH1's Storytellers (enregistrement Live à New York, 2001)
- 2003 : Essential Billy Idol
- 2008 : The Very Best of Billy Idol : Idolize Yourself
- 2018 : Vital Idol Revitalized

### Singles
1. Dancing with Myself (1/1981) (reprise)
2. Mony Mony (9/1981) (reprise)
3. Hot In The City (en) (8/1982)
4. White Wedding (en) (10/1982)
5. White Wedding (réédition) (9/1983 - IDOL 1)
6. Rebel Yell (1/1984 - IDOL 2)
7. Eyes Without a Face (6/1984 - IDOL 3)
8. Flesh for Fantasy (en) (9/1984 - IDOL 4)
9. White Wedding (réédition Vital Idol) (6/1985 - IDOL 5)
10. Rebel Yell (réédition) (9/1985 - IDOL 6)
11. To Be a Lover (9/1986 - IDOL 8)
12. Don't Need a Gun (2/1987 - IDOL 9)
13. Sweet Sixteen (en) (5/1987 - IDOL 10)
14. Mony Mony (Live) (10/1987 - IDOL 11)
15. Hot in the City (Remix) (1/1988 - IDOL 12)
16. Catch My Fall (8/1988 - IDOL 13)
17. Cradle of Love (4/1990 - IDOL 14)
18. L.A. Woman (8/1990 - IDOL 15)
19. Prodigal Blues (1990 - IDOL 16)
20. Shock to the System (1993)
21. Heroin (1993)
22. Speed (en) (1994)
23. Scream (2005)
24. In the Summer Time (2006)
25. John Wayne (2008)
26. Can't Break Me Down (2014)

### Musique de film
En 1994, il signe le titre du générique de fin du film Speed de Jan de Bont.

## Filmographie
En 1998, Billy Idol joue son propre rôle dans le film Wedding Singer : Demain, on se marie ! de Frank Coraci.
En 1991 joue le rôle de « Cat » dans le film The Doors, d'Oliver Stone.

## Publication
- Billy Idol (trad. de Janique Jouin de Laurens), Drugs, sex & rock n’roll, mémoires, L'Archipel, 2015 [présentation en ligne]

## Dans la culture populaire

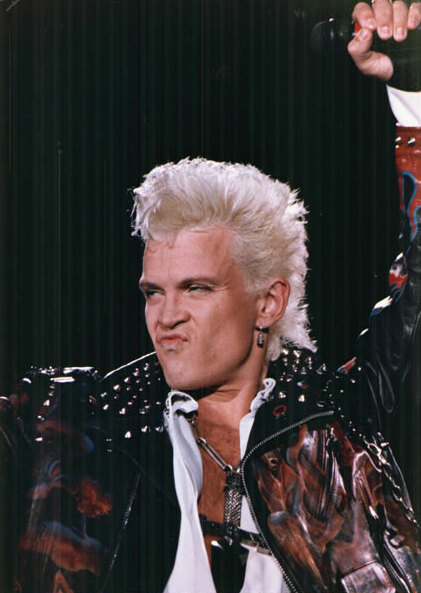
Billy Idol lors de la tournée Cradle of Love Tour, en 1990.

### Télévision
- Dans la série Buffy contre les vampires, l'apparence de Billy Idol avec son style punk blond peroxydé en cuir noir, a inspiré le personnage de « Spike » où celui-ci raconte à tout le monde qu'en fait c'est Billy Idol qui lui a volé son look. Le spike est aussi le nom donné aux « pics » des coiffures punk « en hérisson ».
- Dans la série Booker, le morceau Hot in the City (en) de Billy Idol est utilisé dans le générique.
- Dans la saison 9 de la série American Horror Story, Billy Idol est cité à de nombreuses reprises.
- Dans la série Les frères Scott, une affiche de la pochette d'un album de Billy Idol est présent dans de nombreux épisodes.
- Dans la série Glee (saison 1, épisode 9), la chanson Dancing With Myself est reprise par le personnage d'Artie (Kevin McHale).
- Dans la publicité de la Mutuelle Générale, la chanson Dancing With Myself est en bande-son.

### Cinéma
- Dans Phantom (1986), le morceau Rebel Yell est utilisé.
- Dans le film L'amour ne s'achète pas (1987) et dans le film d'animation Souris City (2006), on peut entendre la chanson Dancing with Myself.
- Dans Big (1988), on peut entendre les titres Rebell Yell et Hot in the City.
- Dans Les Aventures de Ford Fairlane (1990), le morceau Cradle of Love (en) est présent.
- Dans Ready Player One (2018) de Steven Spielberg, la pochette de l'album Billy Idol (en) apparaît dans la scène de la salle d'archives.
- Dans L'Amour ouf (2024) de Gilles Lellouche, le morceau Eyes Without a Face est utilisé lorsque Clotaire, Jackie et leurs amis, alors adolescents, jouent dans la rivière.

### Jeux vidéo
- Dans Grand Theft Auto: San Andreas, le morceau White Wedding (en) est diffusé sur la radio fictive « K-DST ».
- Dans Metal Gear Solid V: The Phantom Pain (ainsi que dans WWE 2K16), le morceau Rebel Yell est présent comme cassette audio, et aussi dans la liste de chansons du jeu.
- Dans Elex II, il est présent dans son propre rôle où il donne un concert[6].